# Porque el amor manda
 (срп. Јер љубав заповеда) мексичка је хумористичка теленовела, продукцијске куће Телевиса, снимана током 2012. и 2013.

## Синопсис
Јер љубав заповеда прича је о љубави две тотално различите особе, које судбина настоји спојити симпатичним триковима, мада понекад болним.
Хесус Гарсија је наочит младић који ради у Чикагу као достављач пице и конобар у ресторану у латиноамеричком кварту Ла Виљита, где многи мексиканци гаје наду за бољим животом. Хесус тамо живи већ 7 година и нада се да ће добити легалну дозволу боравка за САД, а свој родни Монтереј напустио је након тешке везе са бившом девојком Вероником Јеро.
Ноћима, Хесус учи рачуноводство и покушава напредовати. Он је добар момак, пријатељски расположен, весео и услужан, који увек види добро, и у лошим временима. С оним што заради једва преживи у велеграду, али сви га воле и знају да увек има позитиван став ка животу.
Путем једне интернет странице, Хесус угледа фотографије девојчице од 7 година, која се зове Валентина, и чини се да је кћерка његове бивше девојке. Хесус схвати да та лепа девојчица, нежног осмеха, може бити његова кћерка, јер много личе једно на друго, а и њене године се поклапају са временом његовог одласка у Чикаго.
Након што је примила Хесусов позив, Вероника се много узнемири, јер је веровала да је он заувек отишао из њеног живота. Но, Хесус је толико упоран да Вероника нема избора, него да му призна истину: јесте, он је Валентинин отац.
Хесус се одлучује вратити у Монтереј да упозна своју малену кћерку, па шта год да га кошта, и потражи Урија Петровског, клијента из пицерије, који му је понудио своју помоћ у случају да му затреба. Ури је мафијаш који види могућност да искористи Хесусове услуге и каже му да му он може средити бесплатну авионску карту, ако му учини услугу и понесе у Монтереј кофер са одећом, јер је он сарадник дома за сиромашне. Хесус то прихвати.
Када Хесус слети у свој родни Монтереј, цариници откривају нешто у коферу који му је дао Ури. Хесус је ухапшен. Он покушава доказати своју невиност објашњавајући како је он само понео кофер, у замену за авионску карту. Спреман је сарађивати са властима у замену за своју слободу, и тако и поступа, дајући податке о Урију, што му омогући да изађе под кауцијом, али без могућности да не добије криминални досије.
У међувремену, у једној великој фирми, Алма је очајна због посла који је поверила секретарици Џесики, коју дели са својим девером Фернандом Риваденејром, а она му извештај није предала. Излази из своје канцеларије да је потражи и проналази је у Фернандовој канцеларији, у клинчу и испод стола. Алма, сита ових ситуација, одлучи назвати свог дечка Рохелија, да заустави Фернандово неподношљиво понашање.
Алма одлучује да не отпусти Џесику, али ју премести да ради у подруму, а она тражи нову секретарицу, по могућности стару и ружну жену, на коју Фернандо неће пожелети ни спустити руку. Рохелио се с тим слаже и прихвата Алмин предлог.
Хесус, који је сад на условној слободи, стиже код Веронике и тражи да га пусти да упозна своју кћерку. Након тога, Вероника услови Хесуса, да ако жели виђати кћерку мора да испуни своје обавезе. Захтева да пре свега нађе стабилан посао и пристојно место за живот. Наравно, Хесус прихвата све Вероникине услове.
Хесус истог трена креће тражити посао, али га на сваком месту одбију чим сазнају да има криминални досије. Успех му у потпуности изостаје, а као да је то мало, нема где ни да живи, па ноћ проводи на улици. Међутим, судбина му је спремила нови изазов – појављује се у Алминој фирми на разговору за посао, ни не слутећи да ће тамо пронаћи оно што је заповедила љубав.
У фирми, Алма и Хесус се по први пут срећу у лифту, и након што она сазна да је он одбијен за место помоћног рачуновође, одлучује да је он идеалан кандидат да добије место секретара, те га одмах запосли.
Рохелио, Фернандо и још неки делатници у фирми упорно се труде напакостити Хесусу, али нико од њих не зна да он има личног анђела чувара, Алму.
Хоће ли злобници успети у оном што су наумили? Хоће ли Хесус задобити Алмину љубав, а одржати и љубав своје кћерке? Може ли коначно пронаћи свој пут и изградити си живот? 
 Одговор на ова и много друга питања биће јасан када Хесус и Алма открију да снага истине, поштења, пријатељства и људских вредности јесу најмоћнија оружја за сучељавање са животом и да ништа није немогуће кад љубав то заповеда.

## Глумачка постава

### Главне улоге
| Глумац:              | Улога:              |
| -------------------- | ------------------- |
| Фернандо Колунга     | Хесус Гарсија       |
| Бланка Сото          | Алма Монтемајор     |
| Ерик Елијас          | Рохелио Риваденејра |
| Марија Елиса Камарго | Патрисија Сориља    |
| Клаудија Алварес     | Вероника Хијеро     |

### Споредне улоге
| Глумац:              | Улога:               |
| -------------------- | -------------------- |
| Алехандро Авила      | Фернандо Риванедејра |
| Хорхе Аравена        | Елијас Франко        |
| Кика Едгар           | Ксоћитл Мартинез     |
| Кармен Салинас       | Ћатита Ерера         |
| Нинел Конде          | Дискуа / Лусија      |
| Педро Морено         | Фернандо Риваденејра |
| Виолета Исфел        | Марисела             |
| Хулиса               | Сусана Суси          |
| Рикардо Фастлихт     | Рикардо              |
| Рикардо Маргалеф     | Хулио                |
| Џејмари              | Џесика               |
| Дарио Рипол          | Карденас             |
| Сусан Тонтон         | Делија               |
| Беатрис Морајра      | Марта                |
| Антонио Меделин      | Панфило              |
| Рикардо Клајнбаум    | Малвино              |
| Марија Хосе Марискал | Велентина            |